# (12125) Jamesjones
(12125) Jamesjones est un astéroïde de la ceinture principale.

## Description
(12125) Jamesjones est un astéroïde de la ceinture principale. Il fut découvert le 3 septembre 1999 à Kitt Peak par le projet Spacewatch. Il présente une orbite caractérisée par un demi-grand axe de 3,10 UA, une excentricité de 0,19 et une inclinaison de 0,2° par rapport à l'écliptique.

## Compléments